# Cerrito (kommun i Brasilien)
Cerrito är en kommun i Brasilien.   Den ligger i delstaten Rio Grande do Sul, i den södra delen av landet, 1 800 km söder om huvudstaden Brasília. Antalet invånare är 6 404. Arean är 452 kvadratkilometer.
Terrängen i Cerrito är platt söderut, men norrut är den kuperad.
Omgivningarna runt Cerrito är huvudsakligen savann. Runt Cerrito är det mycket glesbefolkat, med 3 invånare per kvadratkilometer.